# Ora Carew
Ora Carew, nata Ora Whytock, (Salt Lake City, 13 agosto 1893 – Los Angeles, 26 ottobre 1955), è stata un'attrice statunitense che lavorò nel cinema muto.

## Biografia
Nata a Salt Lake City, nello Utah, fu educata da istitutori privati e al Roland Ball Seminary. La sua carriera cinematografica cominciò con Goldwyn. Lavorò nel vaudeville, nelle commedie musicali e nel teatro di prosa. Bruna e sportiva, alta un metro e sessanta, dagli occhi scuri, fu una delle Bellezze al bagno di Mack Sennett. Qualche volta usò il nome di Ora Whytock Carew.
La sua carriera fu piuttosto breve: cominciata nel 1915 alla Keystone, finì nel 1925. Fu una delle interpreti di Sotto l'unghia dei tiranni, la protagonista di Three Days to Live e affiancò Betty Compson nel serial Terror of the Range.
Nel 1928, apparve in un ultimo film, un cortometraggio interpretato da Oliver Hardy. La sua filmografia di attrice conta quaranta film. Nel 1920, firmò anche una sceneggiatura, il soggetto di Her Bridal Night-Mare, una commedia diretta da Al Christie. Tra gli altri registi che la diressero, ci sono i nomi di Christy Cabanne, James Cruze, Frank Lloyd, James Parrott, Lynn Reynolds.
Morì il 26 ottobre 1955 a Los Angeles a sessantadue anni.

## Filmografia
La filmografia è completa. Quando manca il nome del regista, questo non viene riportato nei titoli

### Attrice
- Saved by the Wireless, regia di Walter Wright (1915)
- In Old Mexico (1915)
- Tangled Paths, regia di Christy Cabanne (1915)
- Sotto l'unghia dei tiranni (Martyrs of the Alamo), regia di W. Christy Cabanne (1915)
- The Torrent of Vengeance, regia di Henry MacRae (1916)
- The Love Comet, regia di Walter Wright (1916)
- The Sorrows of Love, regia di Charles Giblyn (1916)
- Wings and Wheels, regia di Walter Wright (1916)
- A la Cabaret, regia di Walter Wright (1916)
- Dollars and Sense, regia di Walter Wright (1916)
- Her Circus Knight, regia di Walter Wright (1917)
- Oriental Love, regia di Walter Wright (1917)
- Skidding Hearts, regia di Walter Wright (1917)
- Go West, Young Man, regia di Harry Beaumont (1918)
- Too Many Millions, regia di James Cruze (1918)
- Terror of the Range, regia di Stuart Paton (1919)
- Loot, regia di William C. Dowlan (1919)
- Under Suspicion, regia di William C. Dowlan (1919)
- The Peddler of Lies, regia di William C. Dowlan (1920)
- Blind Youth, regia di Edward Sloman e, non accreditato, Alfred E. Green (1920)
- Love's Protegé, regia di Walter Wright (1920)
- The Figurehead, regia di Robert Ellis (1920)
- Mountain Madness, regia di Lloyd B. Carleton (1920)
- The Little Fool, regia di Phil Rosen (1920)
- A Voice in the Dark, regia di Frank Lloyd (1921)
- The Big Town Round-Up, regia di Lynn Reynolds (1921)
- After Your Own Heart, regia di George Marshall (1921)
- Alias Ladyfingers, regia di Bayard Veiller (1921)
- Beyond the Crossroads, regia di Lloyd B. Carleton (1922)
- The Girl from Rocky Point, regia di Fred Becker (1922)
- Smiles Are Trumps, regia di George Marshall (1922)
- Sherlock Brown, regia di Bayard Veiller (1922)
- Smudge, regia di Charles Ray (1922)
- Waterfront Wolves, regia di Tom Gibson (1924)
- Paying the Limit, regia di Tom Gibson (1924)
- Getting Her Man (1924)
- Three Days to Live, regia di Tom Gibson (1924)
- The Torrent, regia di William Doner e A.P. Younger (1924)
- Cold Fury (1925)
- Galloping Ghosts, regia di James Parrott (1928)

### Sceneggiatrice
- Her Bridal Night-Mare, regia di Al Christie - storia (1920)

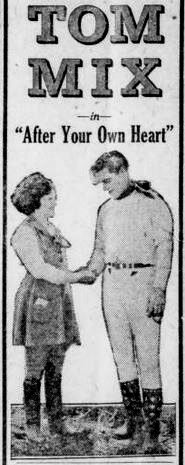
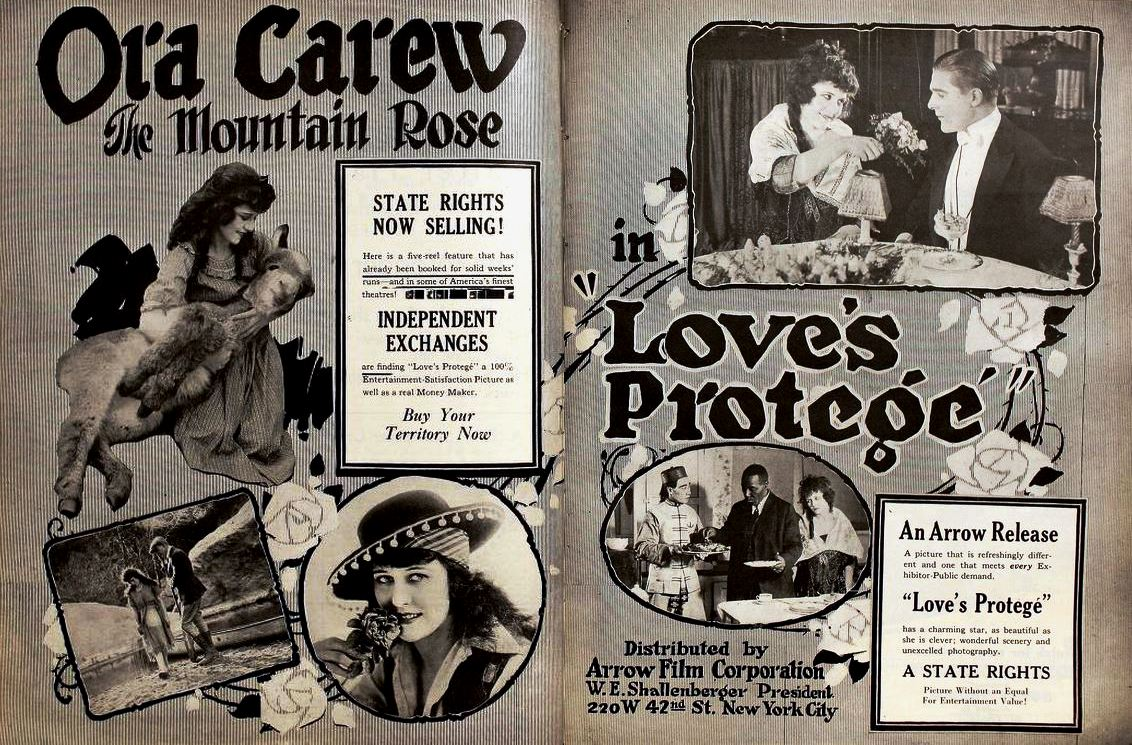
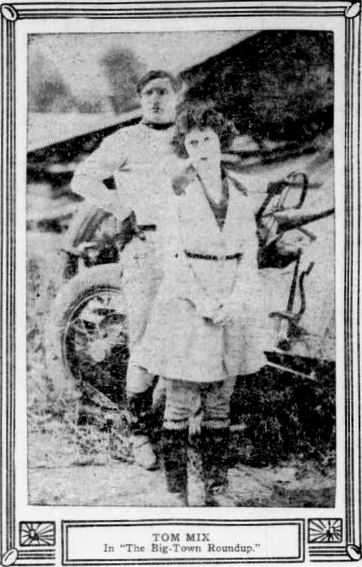